# トルセン

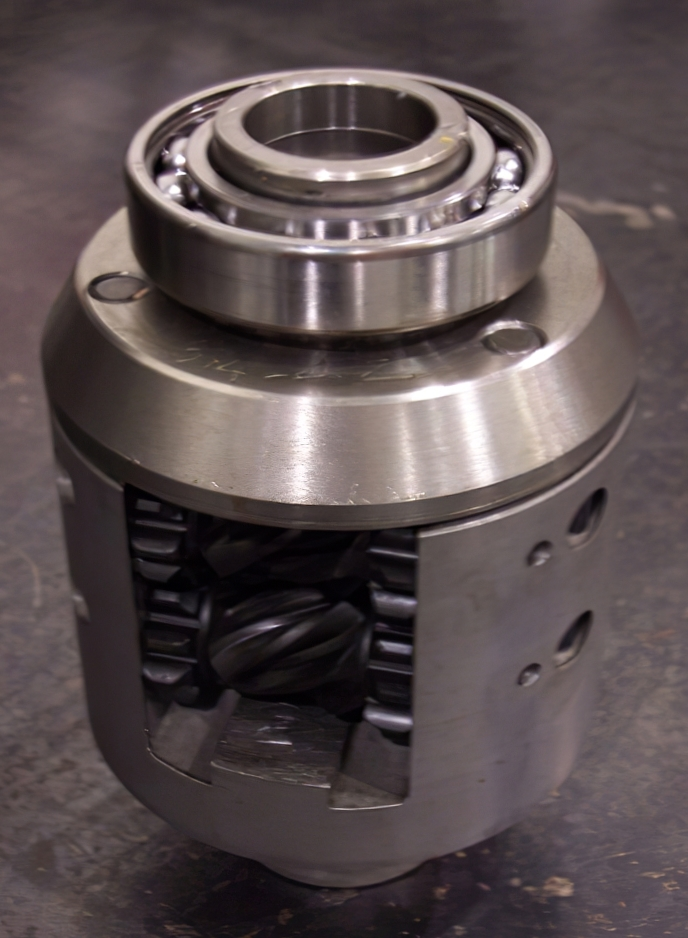
アウディ・クワトロのトルセン差動装置

トルセン（Torsen）差動装置（正式名称はTorsen traction）は、自動車で使用される差動制限装置（LSD）の一種である。
アメリカ合衆国のVernon Gleasmanによって発明され、グリーソンコーポレーションによって製造された。トルセンはトルク-センシングのかばん語である。
TORSENおよびTORSEN TractionはJTEKT Torsen North America社（元Zexel社、元Gleason Power Systems社）の登録商標である。全てのトルセン差動装置（デファレンシャルギアまたはデフ）は1958年にGleasmanによって発明、特許取得されたDual-Drive Differentialに起源がある。

## 使用
トルセン差動装置はモータービークル上の1つ以上の位置で使うことができる。
- 中央—全輪駆動車の前後車軸間で適切にトルクを分配するために使われる。
- 後ろ—後車軸の左右間で適切にトルクを分配するために使われる。これは後輪駆動あるいは四輪駆動車で使われる。
- 前—前車軸の左右間で適切にトルクを分配するために使われる。これは前輪駆動あるいは四輪駆動車で使われる。

例えば、四輪駆動車は1つ、2つ、または3つのトルセン差動装置を使う可能性がある。

## 種類
2008年現在、3種類のトルセン差動装置が存在する。

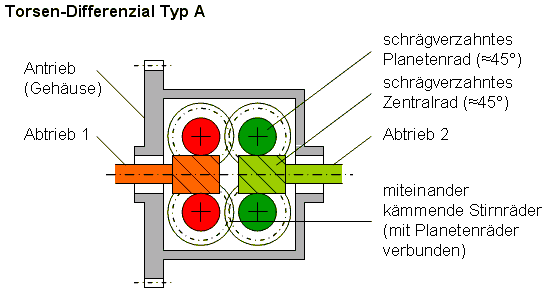
トルセンT-1 (Type A)

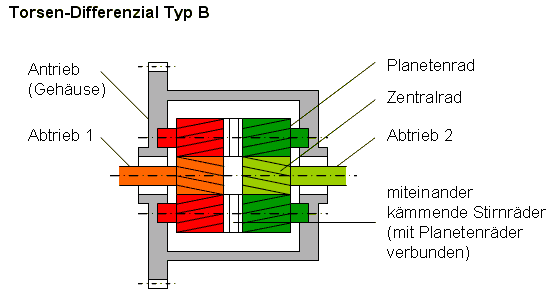
トルセンT-2 (Type B)

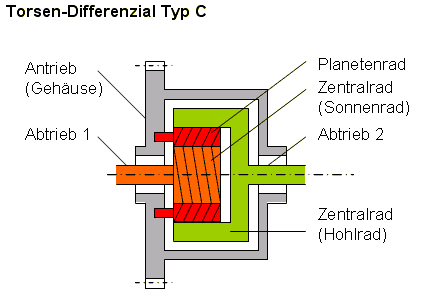
トルセンT-3 (Type C)

- 最初のTorsen T-1 (Type A) は、トルク分割を制限するために交差軸はすば歯車を使用する。I型はII型よりも高いトルクバイアスのために設計できるが、典型的にはより高いバックラッシュや騒音・振動・ハーシュネス（NVH）問題の可能性があり、精密な組み立て/取り付けを必要とする。
- 次のTorsen T-2 (Type B) は、同様の効果を達成するために交差軸平行歯車を使用する。
- 最新のTorsen T-3 (Type C) は、遊星歯車型差動装置であり、名目トルク分割は50:50ではない。C型はシングルまたはツイン版が利用可能である。トルセン・ツインC差動装置は同一ユニット内にフロント差動装置とセンター差動装置を有する。

Torsen T-3は現在、ZF製オートマチックトランスミッションクワトロ四輪駆動を搭載した全ての非ハルデックス・トラクションのアウディのモデル（アウディ・A6、アウディ・A7、アウディ・Q7など）で採用されている。アウディは、デュアルクラッチトランスミッションを使用するエンジン縦置き配置の全ての車種（2013/14年S4/RS3など）で機械式「クラウンホイール」センター差動装置を使用する。アルファ・ロメオは、アルファロメオ・156・クロスワゴンQ4や159、アルファロメオ・ブレラおよびスパイダーQ4でトルセンCツインデフを使用した。トヨタ自動車は4Runnerリミテッド、FJクルーザー6速マニュアル、ランドクルーザー、ランドクルーザープラド、レクサス・GX470の中央差動装置にトルセンT-3を使用する。ゼネラルモーターズは、シボレー・トレイルブレイザーSSおよびサーブ・9-7X（Aeroグレードのみ）のトランスファーケースにおいてトルセンT-3中央差動装置を使用した。

### トルセン差動装置の挙動
トルセン差動装置は、従来型の差動装置と同様に機能するが、トルクの不均衡が起こるとロックアップができる。トルク不均衡の最大比はトルクバイアス比（TBR）によって定義される。トルセンが3:1のTBRを持つ時、これは差動装置の片側が印加されるトルクの最大3⁄4を担当することができ、もう片側は1⁄4しか担当しなくてよいことを意味する。非対称なトラクション条件下での加速中、トラクションがより高い側がより高い印加トルクを扱うことができる限り、相対的なホイールスピンは起こらない。トラクション差がTBRを超えると、差動装置のより遅い出力側がTBRを乗じたより早い車輪の牽引トルクを受け取る。印加されたトルクから残った余剰なトルクは差動相違のより速い出力側の角加速度に寄与する。
TBRは遊星歯車型トルセンIIIにおける不等トルク分割機構と混同してはならない。遊星歯車列によって、トルセンIII中央差動装置は通常（最大トラクション）動作中に駆動列のワインドアップを引き起こすことなく前後車軸間で不等にトルクを配分することができる。この機能はトルクバイアス比とは無関係である。

### 前車軸・後車軸におけるトルセン
車両が旋回する時、外輪は内輪よりも速く回転する。差動装置における摩擦は運動と逆向きであり、これはより速い側の速度を「落とし」、より遅い/内輪側の速度を「速める」。これによって、駆動輪においてTBRと一致した非対称トルク配分が起こる。このように旋回することで、内輪に過度の力が加えられない限り（これはオープンデフではより容易に起こる）、外側タイヤに加わるトルクを減らし、より大きな旋回力が得られる可能性がある。内側タイヤ（横方向加速度からの荷重移動のためトラクションがより小さい）に過度の力が加えられた時、外輪の速度まで角度的に加速し、差動装置はロックする。もしトラクション差がTBRを超えなければ、外輪はより高いトルクを受け取ることになる。もしトラクション差がTBRを超えなければ、外側タイヤはTBRを乗じた内輪の牽引トルクを得て、差動装置へ印加された残りのトルクは車輪の回転に寄与する。
トルセン差動装置が採用されると、より遅く動く車輪はより速く動く車輪よりもにに多くのトルクを受け取る。トルセンT-2R RaceMasterはプリロードクラッチを持つ唯一のトルセンである。そのため、もし車輪が宙に浮いていたとしても、トルクは反対側に印加される。もし1つの車輪が宙に浮くと、通常のトルセン装置はオープンデフのように動作し、反対側にトルクは伝達されない。これは、パーキングブレーキを使った「技」が助けとなる状況である。もしパーキングブレーキを掛けると（パーキングブレーキはそれぞれの側に均等に抵抗を掛けると想定する）、宙に浮いた側への抗力は差動装置を通して「倍増」され、TBRと抗力トルクを掛けたトルクが反対側に印加される。したがって、接地側は（TBR掛ける抗力トルク）引く抗力トルクを受けとることになり、動きを取り戻す。ハマー/HMMWVでは、前車軸と後車軸の両方にトルセン差動装置が存在するため、主ブレーキを使用することで両車軸に同時にこの「技」を掛けることができる。